# Iso Viittaansaari
Iso Viittaansaari är en ö i Finland. Den ligger i sjön Pihlajavesi och i kommunen Nyslott i  landskapet Södra Savolax, i den sydöstra delen av landet, 280 km nordost om huvudstaden Helsingfors. Öns area är 15,5 hektar och dess största längd är 0,7 kilometer i nord-sydlig riktning.